# 대한민국 민사소송법 제36조
대한민국 민사소송법 제32조는 관할에 관한 직권조사에 대한 민사소송법 조문이다.

## 조문
제36조(지식재산권 등에 관한 소송의 이송) ① 법원은 지식재산권과 국제거래에 관한 소가 제기된 경우 직권 또는 당사자의 신청에 따른 결정으로 그 소송의 전부 또는 일부를 제24조의 규정에 따른 관할법원에 이송할 수 있다. 다만, 이로 인하여 소송절차를 현저하게 지연시키는 경우에는 그러하지 아니하다.  <개정 2011.5.19.>
②제1항은 전속관할이 정하여져 있는 소의 경우에는 적용하지 아니한다.[개정 2015.12.1][시행일 2016.1.1]
③제24조제2항 또는 제3항에 따라 특허권등의 지식재산권에 관한 소를 관할하는 법원은 현저한 손해 또는 지연을 피하기 위하여 필요한 때에는 직권 또는 당사자의 신청에 따른 결정으로 소송의 전부 또는 일부를 제2조부터 제23조까지의 규정에 따른 지방법원으로 이송할 수 있다.[신설 2015.12.1][시행일 2016.1.1]
[제목개정 2011.5.19.]